# Helmoreus
 (octobre 2020).
Genre
Helmoreus est un genre d'insectes de la famille des Anthribidae. Ces espèces se rencontrent en Australie, en Nouvelle-Zélande et en Nouvelle-Calédonie.

## Liste d'espèces
- Helmoreus agathidis Kuschel, 1998
- Helmoreus curvirostris Kuschel, 1998
- Helmoreus dugdalei Kuschel, 1998
- Helmoreus dufouri Montrouzier, 1861
- Helmoreus gressitti Kuschel, 1998
- Helmoreus nothofagi Kuschel, 1998
- Helmoreus sharpi Broun, 1880
- Helmoreus watti Kuschel, 1998

## Étymologie
Le nom du genre est un hommage à l’illustrateur néo-zélandais Des Helmore.

## Publication originale
- (en) Beverley Anne Holloway, « Anthribidae (Insecta: Coleoptera) », Fauna of New Zealand, Department of Scientific and Industrial Research, vol. 3,‎ 23 décembre 1982, p. 1-272 (ISBN 0-477-06703-4, ISSN 0111-5383 et 1179-7193, OCLC 635800719, DOI 10.7931/J2/FNZ.3, lire en ligne).